# Didier Eribon
Didier Eribon, född 10 juli 1953 i Reims, är en fransk filosof och författare. Han är professor i filosofi vid Université de Picardie Jules-Verne i Amiens. Eribon har under lång tid föreläst vid École des hautes études en sciences sociales. Därtill har han varit gästprofessor vid University of California och vid Institute for Advanced Study i Princeton.
Eribon publicerade 1989 biografin Michel Foucault, 1926–1984 (svensk översättning 1991).
År 2008 tilldelades Eribon Brudner Prize, men han lämnade tillbaka det tre år senare.

## Priser
- 1989 – Prix Aujourd'hui
- 2008 – Brudner Prize
- 2019 – Jake Ryan Book Award, Working-Class Studies Association